# Kammgarn International Blues Festival

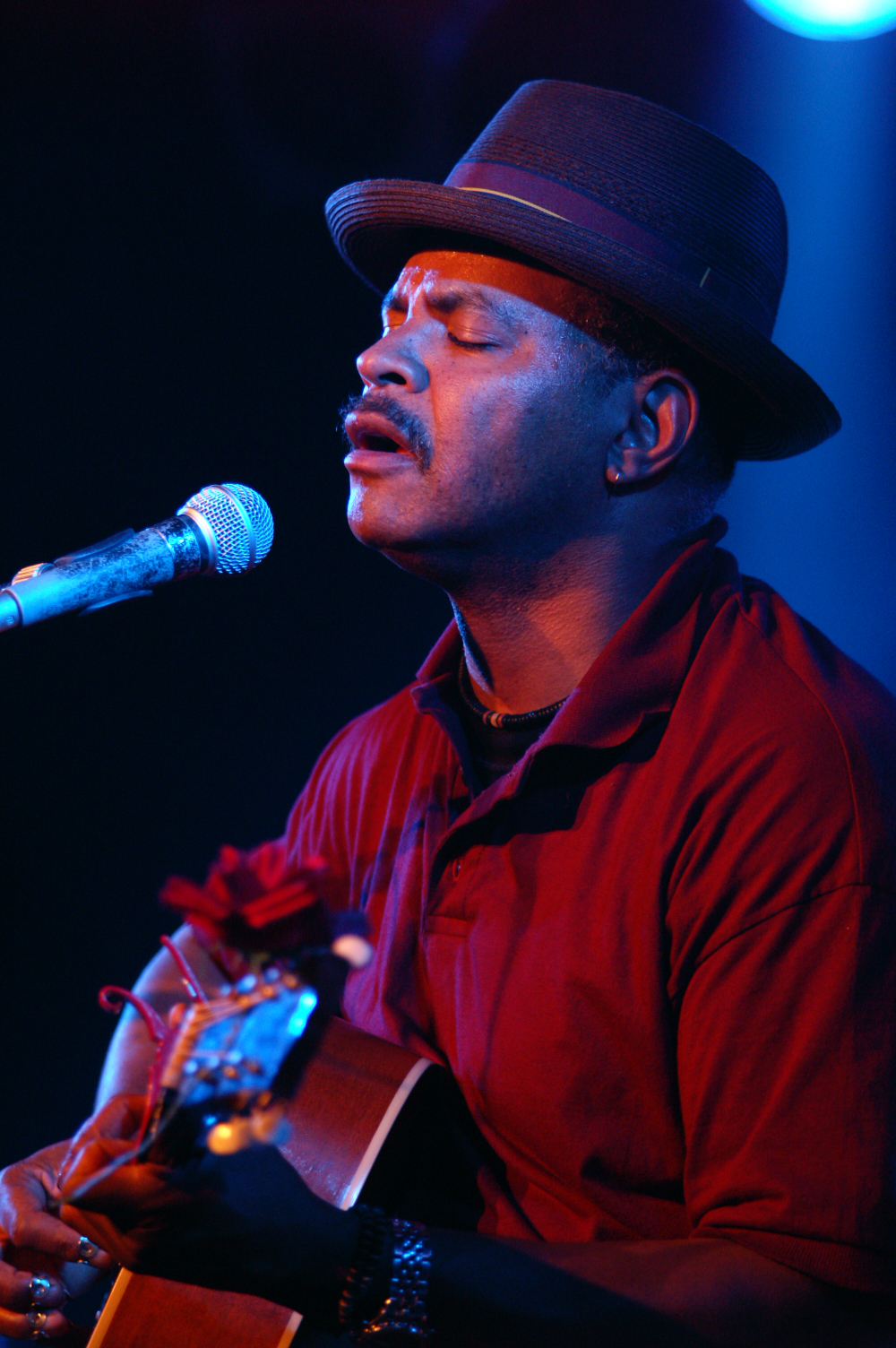
Guy Davis beim Kammgarn International Bluesfestival 2005

Das Kammgarn International Blues Festival ist ein erstmals 2001 durchgeführtes Musikfestival in Kaiserslautern. Die Veranstaltung findet seither einmal jährlich in den Räumlichkeiten des Kulturzentrums Kammgarn statt. Organisator ist der Bluesmusiker Michael Hill. Bisherige Teilnehmer waren unter anderem Joy Fleming, Guy Davis, Louisiana Red, Ten Years After und John Lee Hooker Jr.